# PTRS-41

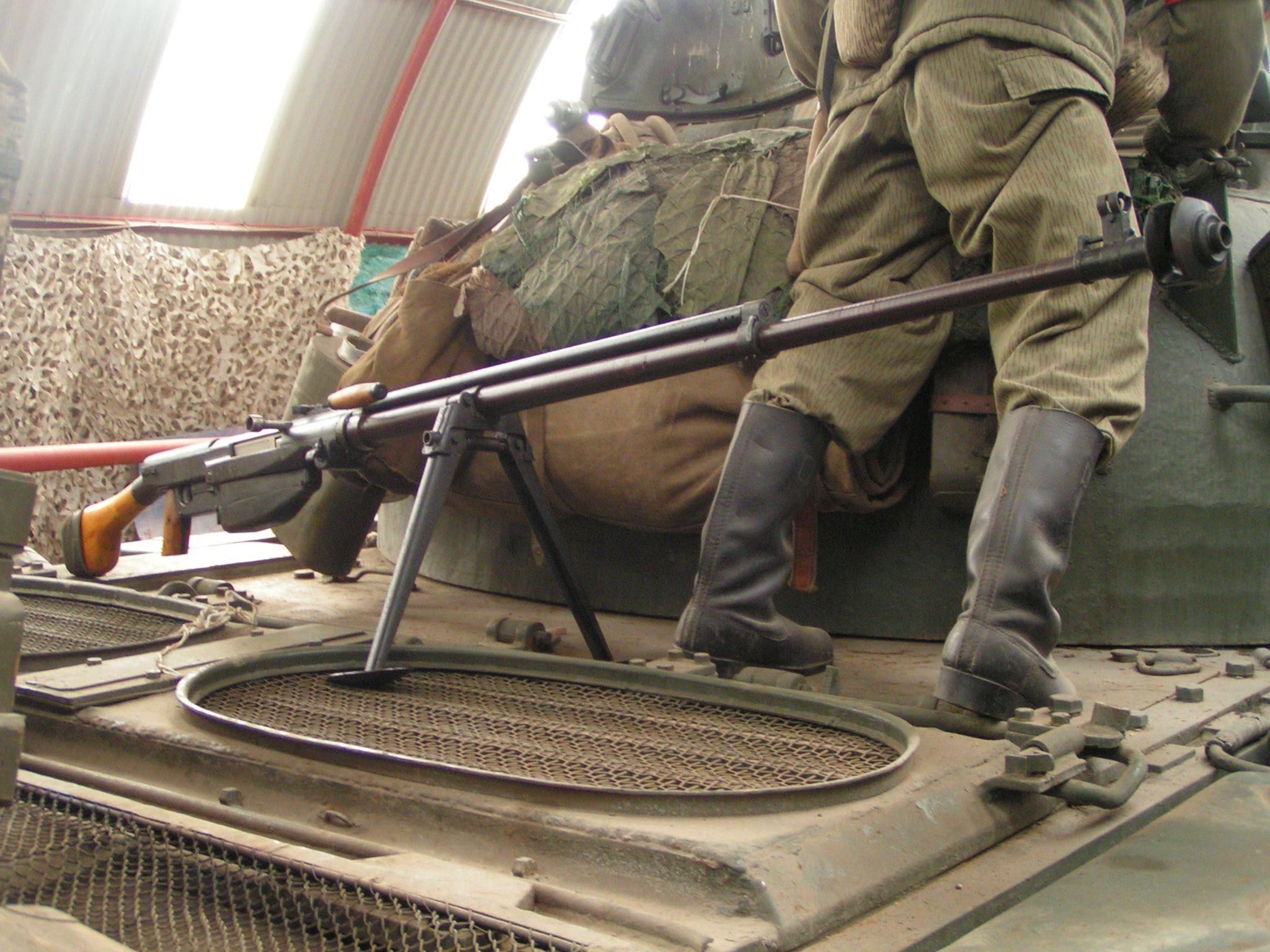
PTRS-41 in het museum

De PTRS-41 (Russisch: Противотанковое ружьё Симонова, Protivotankovoje Roezjjo Simonova, Simonov-Pantsergeweer), is een semiautomatisch antitankgeweer van Russische makelij. Het wapen werd vanaf de Tweede Wereldoorlog in verschillende conflicten gebruikt. Het wapen kan geladen worden met vijf patronen en moet worden bediend door twee mensen. Het wapen is ontworpen door Sergej Simonov (die ook de AVS-36 heeft ontworpen) in 1941.